# Emmerdale
Emmerdale (též Emmerdale Farm) je britská mýdlová opera, kterou od 16. října 1972 vysílá komerční stanice ITV. Předobrazem byl irský seriál The Riordans. V červnu 2008 byla odvysílána 5000. epizoda.

## Charakteristika
Středobodem dění je fiktivní obec Emmerdale v metropolitním hrabství West Yorkshire a osudy jejích obyvatel. Velká část děje se odehrává v místním pubu Woolpack Inn.
Seriál vysílá od pondělí do pátku od 19:00 televizní kanál ITV. Každé pokračování má délku zhruba 30 minut včetně reklam. Pouze čtvrteční díl trvá 60 minut a vysílá se v čase 19:00-19:30 a 20:00-20:30. Půlhodinová pauza mezi 19:30 a 20:00 je způsobena vysíláním jiné populární mýdlové opery EastEnders na BBC 1.

## Natáčecí lokality
Filmová místa se mění, zůstávají ovšem stále v North Yorkshire. Nejprve to byla obec Arncliffe. Místní hotel The Falcon posloužil jako prostor hospody Woolpack. Když se místo kvůli natáčení příliš proslavilo, přesunul se filmový štáb v roce 1976 do obce Esholt (asi 1500 obyvatel), kde se exteriérové záběry natáčely až do roku 1998. Zdejší hostinec Commercial Inn se změnil na Woolpack Inn. Esholt se díky natáčení rovněž proslavil. Od roku 1998 jsou exteriérové scény až na malé výjimky, natáčeny v kulisách postavených nedaleko Leedsu speciálně pro tyto příležitosti. Vzhledem ke způsobu výstavby jsou budovy podle britského stavebního práva pouze provizorní. ITV proto musí každých 10 let obnovovat stavební povolení, jinak by vesnice „Emmerdale“ musela být stržena. Scény, které se odehrávají v okolí, se natáčejí ve velké části v Leedsu a jeho okolí. Tím pádem je městečko Otley využíváno jako sousední fiktivní obec Hotten. Budovy farmy se nalézají poblíž obce Leathley. Dále se natáčí v Benton Park School v obci Rawdon a na základní škole ve Farnley. Interiérové scény se většinou natáčejí v produkčním centru v Leedsu. Na začátku roku 2009 se natáčelo rovněž v Belfastu.

## Zahraniční vysílání
Emmerdale se vysílá rovněž mimo Velkou Británii. V Irsku se seriál souběžně vysílá na stanicích UTV (Severní Irsko) a TV3 (Irsko). TV3 je ovšem samostatná stanice, která nepatří do skupiny ITV. Seriál sice začíná zhruba ve stejnou dobu, ale kvůli rozdílnému podílu reklamy a délce reklamních spotů se doba vysílání mírně proměňuje, takže 2. část v Irsku zpravidla začne o něco dříve než v Anglii. Ve Švédsku se seriál vysílá od 70. let pod názvem Hem till gården původně na TV2 a od roku 1994 na TV4 od pondělí do pátku od 12:25 s časovým posunem zhruba 2,5 let. Ve Finsku běží Emmerdale od pondělí do pátku v 18 hodin (opakování v 10:40 následujícího dne) na MTV3. Počátkem roku 2007 nakoupila rumunská televize Pro TV 50 epizod. Mimo Evropu se Emmerdale vysílá též v Austrálii, Novém Zélandu a Kanadě. Přes satelitní vysílání (Granada UKTV) se vysílá též na Středním východě a také Kypru a Maltě.

## Přehled postav v roce 2013
| Postava            | Herec               | Výskyt                 |
| ------------------ | ------------------- | ---------------------- |
| Eric Pollard       | Chris Chittell      | 1986–                  |
| Victoria Sugden    | Isabel Hodgins      | 1994–                  |
| Betty Eagleton     | Paula Tilbrook      | 1994–                  |
| Zak Dingle         | Steve Halliwell     | 1994–                  |
| Sam Dingle         | James Hooton        | 1995–1998, 2000–       |
| Andy Sugden        | Kelvin Fletcher     | 1996–                  |
| Lisa Dingle        | Jane Cox            | 1996–                  |
| Marlon Dingle      | Mark Charnock       | 1996–                  |
| Ashley Thomas      | John Middleton      | 1996–                  |
| Paddy Kirk         | Dominic Brunt       | 1997–                  |
| Bernice Blackstock | Samantha Giles      | 1998–2002, 2004, 2012– |
| Belle Dingle       | Eden Taylor-Draper  | 1998–                  |
| Diane Sugden       | Elizabeth Estensen  | 1999–                  |
| Cain Dingle        | Jeff Hordley        | 2000–2006, 2009–       |
| Charity Sharma     | Emma Atkins         | 2000–2005, 2009–       |
| Edna Birch         | Shirley Stelfox     | 2000–                  |
| Bob Hope           | Tony Audenshaw      | 2000–                  |
| Rodney Blackstock  | Patrick Mower       | 2000–                  |
| Nicola King        | Nicola Wheeler      | 2001–                  |
| Katie Sugden       | Sammy Winward       | 2001–                  |
| Rhona Goskirk      | Zoe Henry           | 2001, 2002, 2010–      |
| Gabby Thomas       | Annelise Manojlovic | 2001–                  |
| Laurel Thomas      | Charlotte Bellamy   | 2002–                  |
| Chas Dingle        | Lucy Pargeter       | 2002–                  |
| Debbie Dingle      | Charley Webb        | 2002–                  |
| Pearl Ladderbanks  | Meg Johnson         | 2003–                  |
| Val Pollard        | Charlie Hardwick    | 2004–                  |
| Jimmy King         | Nick Miles          | 2004–                  |
| Sandy Thomas       | Freddie Jones       | 2005–                  |
| David Metcalfe     | Matthew Wolfenden   | 2006–                  |
| Brenda Walker      | Lesley Dunlop       | 2008–                  |
| Lizzie Lakely      | Kitty McGeever      | 2009–                  |
| Moira Barton       | Natalie J. Robb     | 2009–                  |
| Adam Barton        | Adam Thomas         | 2009–                  |
| Jai Sharma         | Chris Bisson        | 2009–                  |
| Nikhil Sharma      | Rik Makarem         | 2009–2013              |
| Priya Sharma       | Fiona Wade          | 2009–                  |
| Declan Macey       | Jason Merrells      | 2010–                  |
| Amy Wyatt          | Chelsea Halfpenny   | 2010–                  |
| Cameron Murray     | Dominic Power       | 2011–                  |
| Rachel Breckle     | Gemma Oaten         | 2011–                  |
| Sean Spencer       | Luke Roskell        | 2011–                  |
| Ali Spencer        | Kelli Hollis        | 2011–                  |
| Ruby Haswell       | Alicya Eyo          | 2011–                  |
| Megan Macey        | Gaynor Faye         | 2012–                  |
| Robbie Lawson      | Jamie Shelton       | 2012–                  |
| Kerry Wyatt        | Laura Norton        | 2012–                  |
| Steve Harland      | Tom Mannion         | 2012–                  |
| Vanessa Woodfield  | Michelle Hardwick   | 2012–                  |
| Dominic Andrews    | Wil Johnson         | 2012–                  |
| Gemma Andrews      | Tendai Rinomhota    | 2012–                  |
| Beattie Dixon      | Eileen O'Brien      | 2013–                  |